# Platt Adams
Platt Adams (Belleville, New Jersey, 1885. március 23. – Toms River, New Jersey, 1961. február 27.) olimpiai bajnok amerikai atléta.

## Pályafutása
Öt versenyszámban is elindult az 1908-as londoni olimpiai játékokon. Hármasugrásban és helyből magasugrásban ötödik, míg helyből távolugrásban hatodik lett. Diszkoszvetésben, és antik típusú diszkoszvetésben is szerepelt, e két számban eredményei ismeretlenek.
Négy évvel később, a stockholmi játékokon egy arany-, és egy ezüstérmet szerzett. A helyből magasugrás versenyében három centiméteres előnnyel lett bajnok öccse, Benjamin Adams előtt, helyből távolugrásban pedig mindössze egy centiméterrel maradt el a győztes görög Konsztandínosz Ciklitírasztól. Ez utóbbi számban öccse bronzérmes lett.

## Egyéni legjobbjai
- Magasugrás helyből - 1,63 m (1912)
- Távolugrás helyből - 3,36 m (1912)
- Magasugrás - 1,88 m (1912)
- Távolugrás - 7,10 m (1912)
- Hármasugrás - 14,59 m (1914)
- Gerelyhajítás - 42,52 (1908)